# Tihomir Franković
Tihomir Franković est un rameur croate né le 30 septembre 1970 à Split.

## Biographie
En 2000 à Sydney, il fait partie du huit croate médaillé de bronze olympique. 

## Palmarès

### Jeux olympiques
- Jeux olympiques d'été de 2000 à Sydney
  -  Médaille de bronze en huit

### Championnats du monde
- Championnats du monde d'aviron 1994 à Indianapolis
  -  Médaille d'or en deux avec barreur
- Championnats du monde d'aviron 1998 à Cologne
  -  Médaille d'argent en quatre avec barreur